# Чудернацька наука (телесеріал)
«Чудернацька наука» (англ. Weird Science) — американський телевізійний ситком 1994 року, заснований на однойменному фільмі Джона Г'юза 1985 року. Телесеріал транслювався на телеканалі USA Network з 5 березня 1994 року по 11 квітня 1997 року; 11-25 липня 1998 року на Sci-Fi Channel вийшли шість раніше не показаних епізодів.

## Сюжет
Серіал розповідає про пригоди Гері Воллеса і Ваятта Доннеллі, двох старшокласників-аутсайдерів, які навчаються у школі вигаданого каліфорнійського містечка. За допомогою комп'ютера Ваятта вони створюють віртуальну симуляцію ідеальної жінки, щоб потренуватися у спілкуванні з дівчатами. Проте, через блискавку, симуляція перетворюється на живу дівчину з чарівними здібностями, яка отримує ім'я Ліза.
У пілотному епізоді Гері стверджує, що створити Лізу можливо, тому що він «бачив її у фільмі Джона Г'юза», маючи на увазі оригінальний фільм «Чудернацька наука».

## Акторський склад

### Основні персонажі та актори
| Актори телесеріалу | Актори фільму 1985 року | Персонажі             | Опис |
| ------------------ | ----------------------- | --------------------- | --- |
| Джон Меллорі Ешер  | Ентоні Майкл Голл       | Гері Воллес           | Ледащий, але вигадливий учень старшої школи, син автомеханіка, водія евакуатора. У серіалі роль його матері грає справжня мати актора Джона Ешера, Джойс Буліфант |
| Майкл Манассері    | Ілан Мітчел-Сміт        | Ваятт Доннеллі        | Син заможних батьків, які постійно відсутні вдома. Молодший брат Чета |
| Ванесса Енджел     | Келлі ЛеБрок            | Ліза                  | «Чарівний джин», яка виконує бажання хлопців, для яких вона як мати або старша сестра. Залежна від морозива «Chunky Monkey» |
| Лі Тергесен        | Білл Пекстон            | Чет / Честер Доннеллі | Випускник військової академії, який повернувся додому, не бажаючи служити за кордоном. Параноїк, який виливає свою злість на молодшого брата Ваятта та його друга Гері. Бажає помститися директору школи Скампі. Часто стає жертвою магічних експериментів Лізи, в яку закоханий, але довго не усвідомлює цього |

### Інші актори
У списку наводяться актори, які знімалися щонайменше в чотирьох епізодах серіалу.
| Актори               | Персонажі                                                | Загальна кількість епізодів | Роки      | Сезони / кількість епізодів у сезоні | Сезони / кількість епізодів у сезоні | Сезони / кількість епізодів у сезоні | Сезони / кількість епізодів у сезоні | Сезони / кількість епізодів у сезоні |
| Актори               | Персонажі                                                | Загальна кількість епізодів | Роки      | 1                                    | 2                                    | 3                                    | 4                                    | 5                                    |
| -------------------- | -------------------------------------------------------- | --------------------------- | --------- | ------------------------------------ | ------------------------------------ | ------------------------------------ | ------------------------------------ | ------------------------------------ |
| Брюс Джарчоу         | директор Скампі                                          | 33                          | 1994-1998 | 6                                    | 3                                    | 5                                    | 9                                    | 10                                   |
| Ендрю Прайн          | Вейн Доннеллі                                            | 11                          | 1994-1998 | —                                    | 1                                    | 3                                    | 5                                    | 2                                    |
| Себастьян Тіллінджер | Дік                                                      | 10                          | 1994-1998 | 2                                    | 1                                    | 2                                    | 3                                    | 2                                    |
| Джефф Дусетт         | Ел Воллес                                                | 8                           | 1994-1997 | 2                                    | 1                                    | 3                                    | 1                                    | 1                                    |
| Джойс Буліфент       | Емілі Воллес                                             | 6                           | 1994-1997 | 3                                    | 1                                    | —                                    | 1                                    | 1                                    |
| Чед Кокс             | Тед                                                      | 6                           | 1994-1998 | 4                                    | —                                    | 1                                    | —                                    | 1                                    |
| Ванесса Лі Ешер      | Бонні Бакстер / Джанін / Свинка-Мутант / різні персонажі | 6                           | 1994-1998 | 1                                    | 1                                    | 1                                    | 2                                    | 1                                    |
| Браян Джордж         | містер Палет                                             | 6                           | 1994-1996 | 1                                    | 1                                    | 1                                    | 3                                    | —                                    |
| Мелані Чартофф       | Марсія Доннеллі                                          | 5                           | 1996-1998 | —                                    | —                                    | —                                    | 3                                    | 2                                    |
| Меленді Брітт        | Марсія Доннеллі                                          | 5                           | 1994      | 4                                    | 1                                    | —                                    | —                                    | —                                    |
| Кері Лайзер          | місис Кармайкл / Мері / місис Лайзер                     | 5                           | 1994-1996 | 1                                    | —                                    | 1                                    | 3                                    | —                                    |
| Філ Бакман           | Роджер                                                   | 5                           | 1994-1996 | 1                                    | 1                                    | —                                    | 3                                    | —                                    |
| Брюс Файн            | Рокко                                                    | 4                           | 1994-1998 | —                                    | 1                                    | 1                                    | —                                    | 2                                    |
| Карл Стівен          | Метью                                                    | 4                           | 1994-1996 | 2                                    | —                                    | —                                    | 2                                    | —                                    |
| Джим Дженсен         | містер Бейлі / суперінтендант Каламарі                   | 4                           | 1994-1996 | 2                                    | —                                    | —                                    | 2                                    | —                                    |
| Сара Макдоннелл      | міс Був'є                                                | 4                           | 1994      | 2                                    | 2                                    | —                                    | —                                    | —                                    |
| Ларрі Пойндекстер    | агент Сколдер / лейтенант Поммафрітте / доктор           | 4                           | 1995-1998 | —                                    | —                                    | 1                                    | —                                    | 3                                    |

## Виробництво
Ситком «Чудернацька наука» створений St. Clare Entertainment у співпраці з Universal Television. Прем'єра телесеріалу відбулася 1 березня 1994 року, шоу тривало п'ять сезонів на телеканалі USA Network, загалом до 11 квітня 1997 року вийшло 88 епізодів. Непоказані на каналі шість останніх епізодів вийшли в ефір у США наступного року на Sci-Fi Channel: по два епізоди 11, 18 та 25 липня. Телесеріал також повторили на каналі Fox Family у 2001 році та Encore Family — у 2004.
Головною піснею серіалу стала «Weird Science» групи «Oingo Boingo» — та ж сама, що й в оригінальному фільмі 1985 року.
Джон Г'юз не брав участі у створенні телеверсії свого фільму, авторами і шоуранерами серіалу стали Том Спеціалі та Алан Кросс.
Одна зі сценаристів серіалу, Карі Лізер, яка пізніше створила «Нові пригоди старої Крістін», назвала «Чудернацьку науку» своєю найкращою роботою, яка змусила її зрозуміти, що вона «більше, ніж актриса, яка може писати монологи для себе»: «Це перетворило мене на справжню письменницю, адже мені доводилося писати про речі, які не були близькими [для мене]».
Одним із претендентів на роль Гері був актор Сет Грін, який пізніше з'явився в гостьовій ролі в першому епізоді 2-го сезону «Вірус Лізи».

## Сезони та епізоди
| Сезон | Кількість епізодів | Прем'єрний показ | Прем'єрний показ |
| Сезон | Кількість епізодів | Початок          | Завершення       |
| ----- | ------------------ | ---------------- | ---------------- |
| 1     | 13                 | 5 березня 1994   | 4 червня 1994    |
| 2     | 13                 | 6 серпня 1994    | 5 листопада 1994 |
| 3     | 18                 | 8 квітня 1995    | 9 вересня 1995   |
| 4     | 26                 | 6 січня 1996     | 10 серпня 1996   |
| 5     | 18                 | 5 січня 1997     | 25 липня 1998    |

## Міжнародна трансляція
У Франції серіал транслювався як «Code Lisa» на каналі France 2 у 1995 році, пізніше його повторно транслювали на MCM, NRJ 12 і Game One.

## Домашні медіа
1 січня 2008 року A&E Home Video випустила повний перший і другий сезони «Чудернацької науки» на DVD в регіоні 1. Повністю серіал випущений на DVD в Австралії 16 серпня 2017 року.
Телесеріал транслювався на каналі TNBC на Xumo Play з 7 по 13 серпня 2023 року.

## Ремейк
У листопаді 2023 року з'явилися чутки про відновлення «Чудернацької науки» у 2024 році, проте виконавець головної ролі Джон Ешер їх спростував.